# أبنر باول
أبنر باول (بالإنجليزية: Abner Powell)‏ هو لاعب كرة قاعدة أمريكي، ولد في 15 ديسمبر 1860 في Shenandoah, Pennsylvania ‏ في الولايات المتحدة، وتوفي في 7 أغسطس 1953 في نيو أورلينز في الولايات المتحدة.

## وصلات خارجية
- أبنر باول على موقعبيزبول رفرنس.كوم (الدوري الرئيسي) (الإنجليزية)
- أبنر باول على موقعبيزبول رفرنس.كوم (الدوري الثانوي) (الإنجليزية)